# Maria Bramsen
Maria Bramsen (født 16. marts 1963) er en dansk sanger og grafisk designer, som er bedst kendt for sin rolle som vokal frontfigur i 80'er grupperne Tøsedrengene og Ray Dee Ohh. 

## Opvækst
Maria Bramsen er datter af forlæggeren Ludvig E. Bramsen og Barbados-fødte Cynthia Rosalina. Efter forældrenes skilsmisse da hun var barn, var moderen i mange år gift med forfatter Benny Andersen, som gav Maria kendskab til jazzmusik, mens hendes biologiske far, som udgav musikbøger, introducerede hende for den klassiske musik.

## Musikkarriere
Maria Bramsen debuterede på musikscenen i København som ganske ung omkring 1980, hvor hun bl.a. sang med funkbandet Buzstop og med Debbie Cameron.

### Tøsedrengene
I 1981 blev hun medlem af Tøsedrengene efter en audition hos gruppens medlemmer Anne Dorte Michelsen og Klaus Kjellerup, hvor også sangerinderne Hanne Boel og Dodo deltog. Bramsen blev if. Tøsedrengene valgt, fordi hun var "det perfekte match" til Anne Dorte Michelsen. Tøsedrengene stod på det tidspunkt på tærsklen til sit gennembrud, og da Maria Bramsen kom med som frontfigur, brød gruppen afgørende igennem. Hendes pladedebut var med albummet Tøsedrengene 3, som blev indspillet i umiddelbar forlængelse af hendes audition, og som fik guldpladecertificering i 1982.
Bramsen fortsatte herefter i Tøsedrengene i deres mest succesfulde periode, og hun medvirkede på deres tre næste album og ved alle deres koncerter til gruppens opløsning i 1985. De mest kendte sange, som Maria Bramsen er forsanger på med Tøsedrengene, er "Indianer", "Så gik der tid med det" og "Vi var engang så tæt".

### Ray Dee Ohh
Efter et kort mellemspil i gruppen The Lejrbåls (1986-1987) kom Maria Bramsen i 1988 med i Ray Dee Ohh, som hun stod i spidsen for frem til 1992 sammen med Caroline Henderson. Maria Bramsens kendteste bidrag som frontvokalist er sangene "Jeg vil la' lyset brænde" og "Mandags-stævnemøde".

### Anne Dorte & Maria
I 2013 dannede Maria Bramsen og Anne Dorte Michelsen et nyt orkester, "Anne Dorte & Maria", der siden da har optrådt med Tøsedrengene's sange ved koncerter på en række spillesteder og festivaler rundt om i landet. I de senere år har repertoiret også omfattet sange fra Maria Bramsen's periode i Ray Dee Ohh. 
I 2019 udsendte Anne Dorte & Maria et nyt album med titlen Michelsen & Bramsen.

## Designer
Fra 1994 til 2000 gik Maria Bramsen på Danmarks Designskole – linjen for Visuel Kommunikation. Sideløbende bidrog hun på Åh Abe-pladerne. Hun er medstifter af tegnestuen Gul Stue og har illustreret Camilla Hübbes børnebøger Cirkus Saragossa (2007) og Bye, bye Elvis (2009).
Hun udgav i 2006 bogen Rosalina og Stjernerne på Kroghs Forlag. Hun har desuden designet flere af omslagene til Benny Andersen's digtsamlinger.

## Privat
Maria Bramsen har tre voksne børn, de to yngste med sin nuværende ægtefælle, reklamemand og musiker Simon West, tidl. Ray Dee Ohh og Danser med Drenge.

## Diskografi

### Med Tøsedrengene
- Tøsedrengene 3 (1982)
- Alle vore håb (1983)
- Tiden er klog (1984)
- I sikre hænder (1985)

### Med The Lejrbåls
- The Lejrbåls (1987)

### Med Ray Dee Ohh
- Ray Dee Ohh (Replay, 1989)
- Too (Replay, 1990)
- Radiofoni (Replay, 1991)

### Med Anne Dorte & Maria
- Michelsen & Bramsen (2019)